# 道林 (密歇根州)
道林（英語：Dowling）是位於美國密歇根州巴里縣的一個普查規定居民點。

## 人口
根據2020年美國人口普查的數據，道林的面積為16.28平方千米，當中陸地面積為15.75平方千米，而水域面積為0.53平方千米。當地共有人口351人，而人口密度為每平方千米21.56人。